# Coledoco
Il colèdoco (lat. ductus choledocus), è il dotto originato dall'unione tra il dotto cistico che origina dalla cistifellea e il dotto epatico comune, che origina dal fegato. Termina con uno sfintere che si affaccia all'ampolla del Vater.
La sua funzione è il trasporto della bile proveniente dal dotto epatico comune e dalla cistifellea all'ampolla del Vater.
Il coledoco trasporta la bile che si accumula nella cistifellea e lo porta nel duodeno dopo il piloro.

## Disposizione e confini
Il dotto origina e decorre nel legamento epato-duodenale (pars tensa), dove fa parte della triade insieme alla vena porta e all'arteria epatica. Nel coledoco è possibile descrivere quattro porzioni:
- la porzione sopraduodenale, che decorre sulla prima porzione duodenale ed entra in rapporto a sinistra con l'arteria epatica e posteriormente con la vena porta.
- la porzione retroduodenale, che percorre la porzione posteriore del primo duodeno, lo supera ed entra in rapporto con il limite superiore della testa del pancreas. Perde il rapporto con la vena porta durante il tragitto ed entra sempre di più in contatto con la vena cava inferiore.
- la porzione pancreatica che è definita in un'area anatomica che prende il nome di Quadrilatero di Quenu.
- una porzione intramurale, che decorre nello spessore della parete del secondo duodeno. Il coledoco in questa porzione si unisce al dotto pancreatico principale con il quale sboccerá nell'ampolle duodenale maggiore.

### Varianze
A volte può terminare direttamente nel duodeno discendente con una papilla propria.

## Istologia
Il coledoco è formato da una tonaca mucosa interna e una tonaca muscolare esterna. La tonaca mucosa è formata da un epitelio di rivestimento con cellule alte e cilindriche dotate di microvilli, e cellule secernenti mucose. La lamina propria della tonaca mucosa ospita le ghiandole biliari che sono anch'esse a secrezione mucosa e possono in alcuni casi approfondarsi nella sottostante tonaca muscolare. Questa è formata da fibrocellule muscolari lisce, intervallate a fibre collagene e tende ad ispessirsi a livello dello sfintere epatopancreatico di Oddi, formato tra dotto coledoco e dotto pancreatico principale.

## Derivazione embriologica
Deriva da una proliferazione delle cellule del dotto epatico e del dotto cistico, che si sono appena formati nella parete destra del duodeno, il primo nella parte più superiore, il secondo più caudalmente. Il risultato di tale proliferazione sarà che il dotto cistico ed epatico confluiscono nel coledoco per poi confluire nel duodeno.

## Fisiologia
Data la sua origine, va inteso come dotto escretore del fegato esocrino, quindi la sua funzione è quella di trasportare i prodotti del fegato (sali biliari, bilirubina coniugata, metaboliti di scarto ecc.) eventualmente accumulati nella colecisti. La pressione normale all'interno del dotto è di 10 - 20 mmHg, mentre il suo sfintere raggiunge i 47,6 mmHg.

## Patologia
Colangite ovvero infiammazione spesso dovuta a batteri Gram-negativi o elminti con possibile atresia che si manifesta con sintomi riconducibili all'infiammazione e alla colestasi.
Molto frequente è la coledocolitiasi ovvero l'ostruzione del dotto causata da un calcolo formatosi in sede o di derivazione colecistica si manifesta con sintomi da colestasi e infiammatori, può causare cirrosi biliare, ascessi epatici e pancreatite.
Raramente (1:10000 neonati) può essere sede di atresia (Atresia biliare extraepatica o EHBA) le cui cause e patogenesi non sono chiare, forse infezioni perinatali o reazioni autoimmuni causano una reazione flogistica con fibrosi del dotto.
Il condotto può essere sede di dilatazioni congenite che insorgono in età pediatrica e che rimangono per lo più asintomatiche, possono dare sintomi nell'età adulta in quanto favoriscono la deposizione di calcoli o la perforazione.
La tecnica che consente l'esplorazione del coledoco e delle vie biliari è detta coledocoscopia.